# François de Vignerot de Pontcourlay
 (mai 2016).
Si vous disposez d'ouvrages ou d'articles de référence ou si vous connaissez des sites web de qualité traitant du thème abordé ici, merci de compléter l'article en donnant les références utiles à sa vérifiabilité et en les liant à la section « Notes et références ».
Pour les articles homonymes, voir Richelieu.
François de Vignerot, marquis de Pontcourlay, né vers 1609, mort le 29 juin 1646, est un général des galères sous Louis XIII.

## Biographie
François de Vignerot de Pontcourlay est le fils de l'une des sœurs du cardinal de Richelieu (Françoise du Plessis de Richelieu, fille de François IV du Plessis, épouse René de Vignerot de Pontcourlay). Il est le frère de Marie-Madeleine première duchesse d'Aiguillon. Titré marquis de Pontcourlay, il est souvent appelé de ce dernier nom. Il fut aussi gouverneur du Havre et du Pays de Caux, Général des galères, chevalier de l'Ordre de Saint-Michel, baron du Pont-l'Abbé du chef de sa femme, Marie Françoise de Guémadeuc.
Comme son cousin germain Maillé-Brézé, il doit toute sa carrière à son oncle, qui lui achète, pour 500 000 livres, le généralat des galères, possédé par les Gondi, le 2 février 1635 (acte enregistré par le Parlement le 13 mars). Mais estimé trop indépendant, il est disgracié par Richelieu dès septembre, jusqu'en 1638.
Au cours de l'été 1636, Pontcourlay, en Méditerranée, ne s'illustre d'ailleurs que par ses querelles incessantes avec son lieutenant général, le bailli Jean de Forbin. Toutefois, il rachète ses égarements de jeunesse[Quoi ?] en écrasant avec quinze galères d'Espagne dans le Golfe de Gênes, durant la bataille de Vado, le 1er septembre 1638 : l'amiral espagnol, Rodrigo Gutierez Velasco, est tué.
En 1639, Maillé-Brézé, neveu préféré du cardinal, exerce le généralat des galères au détriment de Pontcourlay, le neveu mal-aimé. En 1642, peu de temps avant la mort du cardinal, Pontcourlay reçoit l'ordre de Richelieu d'abandonner le généralat à son propre fils, le futur duc de Richelieu, encore "enfant", qui, en 1661, le revend au surintendant des Finances, Nicolas Fouquet pour 200 000 livres.
Pontcourlay meurt le 29 juin 1646, quatre ans après son oncle et quelques jours après Maillé-Brézé mort au combat à la bataille d'Orbetello le 14 juin.

## Union et postérité
Il épouse Marie-Françoise de Guémadeuc, baronne de Pont-l'Abbé et de Rostrenen.
Ils ont quatre enfants :
- Armand-Jean de Vignerot du Plessis, 2e duc de Richelieu et duc de Fronsac, père du célèbre maréchal-duc de Richelieu
- Jean-Baptiste Amador de Vignerot du Plessis, mari de Jeanne-Baptiste de Beauvais (fille de Cateau la Borgnesse), père d'Armand-Louis, marquis de Richelieu (époux de Marie-Charlotte de La Porte de La Meilleraye, fille aînée d'Hortense Mancini — nièce de Mazarin — et du duc Armand-Charles de La Meilleraye — petit-cousin du cardinal de Richelieu), et grand-père d'Emmanuel-Armand.
- Emmanuel-Joseph de Vignerot du Plessis
- Marie-Madeleine Thérèse de Vignerot du Plessis (née le 25 avril 1636, † décembre 1705), demoiselle d'Agenois, puis deuxième duchesse d'Aiguillon, baronne de Saujon et pair de France, religieuse dans le monastère des filles du Saint Sacrement (Paris),